# Batalha de Grathe Hede

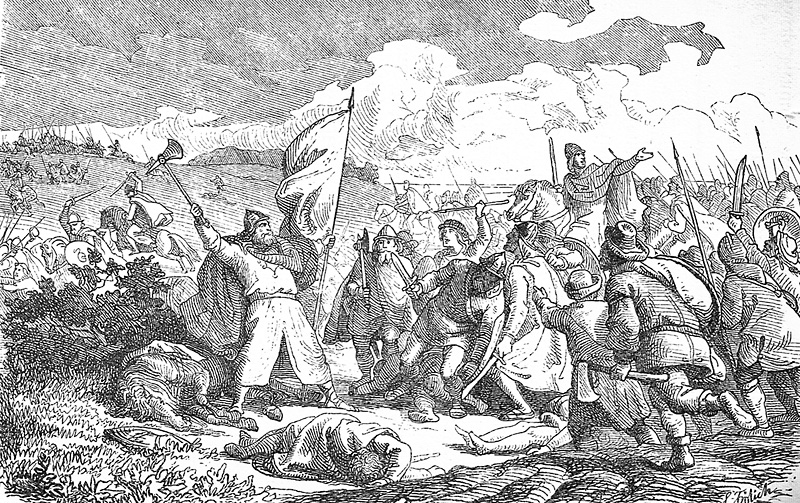
Batalha de Grathe Hede

A Batalha de Grathe Hede aconteceu em 1157 entre os exércitos dinamarqueses de Valdemar I e de seu rival Sueno III. As forças de Valdemar venceram a batalha e Sueno III foi morto em uma tentativa de fuga.

## Plano de fundo
A batalha de Grathe Heath em 23 de outubro de 1157 marcou o fim de uma guerra civil entre Sueno III, Canuto V e Valdemar I, o Grande, todos candidatos ao trono dinamarquês. Depois que Érico III da Dinamarca abdicou em 1146, Sueno III, filho de Eric Emune, foi declarado rei da Zelândia e da Scania, enquanto Canuto, filho do rei Magnus, tornou-se rei da Jutlândia. Canuto fez várias tentativas de conquistar a Zelândia (1147 e 1150), mas foi expulso e fugiu para a Alemanha, onde conseguiu reunir um exército.
Em 1152, uma batalha foi travada em Gedebæk, perto de Viborgo. Canuto perdeu e apelou para o rei alemão (mais tarde imperador), Frederico I Barbarossa, que ordenou que ambos os reis o encontrassem em Merseburg. Aqui, Frédéric confirmou os direitos de realeza de Sueno e Sueno jurou fidelidade a ele.
Os nobres da Dinamarca estavam ficando preocupados com a crescente influência alemã. Valdemar, tendo inicialmente se juntado a Sueno, que o tornara duque de Schleswig, mudou de lado e ficou noivo da meia-irmã de Canuto, Sophie.
Tanto Canute quanto Sueno foram aclamados como reis em Landsting em Viborg em 1154.

## Traição
Os três contendores concordaram em dividir o poder, de modo que Valdemar governaria a Jutlândia, Canuto governaria as ilhas da Zelândia e Funen e Sueno governaria a Scania. Então, um banquete de reconciliação foi combinado e realizado em Roskilde em 1157. Mas, de acordo com Saxão Gramático, Sueno ordenou que seus homens matassem os outros dois reis. Canuto foi morto, mas Valdemar, embora ferido, conseguiu virar alguns grandes castiçais e escapar no seguinte incêndio e confusão. Ele fugiu na escuridão e conseguiu retornar para Jutlândia.

## A batalha
As pessoas acorreram ao estandarte de Valdemar quando a traição de Sueno foi revelada, e ele reuniu um grande exército. Sueno desembarcou em Grenå (na foz do rio Djurså), mas sua frota foi destruída por uma combinação de força e malícia. Sueno marchou sobre Randers e Valdemar recuou para o outro lado do rio Gudenå e derrubou a ponte.
No final de setembro, Valdemar sentiu que era poderoso o suficiente para enfrentar o exército de Sueno e, em 23 de outubro, os dois exércitos se encontraram em Grathe Heath. A batalha foi curta, mas violenta. Sueno não conseguiu localizar a força principal de Valdemar e foi repentinamente atacado com tanta força que fugiu de seu exército. Ele tropeçou nas áreas pantanosas em uma das extremidades do Lago Hauge e perdeu suas armas e armaduras. Pouco depois, ele foi capturado e morto com um machado, segundo a tradição, por camponeses furiosos.
Após sua morte, Sueno foi apelidado de Grathe, em homenagem ao lugar onde perdeu sua coroa e sua vida.

## Consequências
Valdemar, tendo sobrevivido a todos os seus pretendentes rivais, tornou-se o único rei da Dinamarca. Ele reorganizou e reconstruiu a Dinamarca devastada pela guerra. Thor Lange, poeta dinamarquês, colocou uma cruz de pedra no local da batalha em 1892.